# Syzygium petrinense
Syzygium petrinense är en myrtenväxtart som beskrevs av Jean Marie Bosser och E.L.Joseph Guého. Syzygium petrinense ingår i släktet Syzygium och familjen myrtenväxter.
Artens utbredningsområde är Mauritius. Inga underarter finns listade i Catalogue of Life.